# Hans Billian
Hans Billian est le nom d'artiste de Hans Joachim Hubert Backe (né le 15 avril 1918 à Breslau, mort le 18 décembre 2007 à Gräfelfing), un réalisateur, scénariste, acteur et producteur de cinéma allemand. Il est surtout connu pour les films pornographiques qu'il a réalisés du début des années 1970 aux années 1990, dont son film le plus connu est Insatiable Joséphine sorti en 1976.

## Biographie
Adolescent, Billian veut être chanteur. À l'opéra de Breslau, cependant, on trouve que sa voix n'est pas tout à fait mûre; il doit d'abord terminer son service militaire. Avec le déclenchement de la Seconde Guerre mondiale, le service militaire de Billian dure neuf ans. Après la fin de la guerre, il devient d'abord acteur de théâtre, car sa voix, abîmée par la guerre, ne lui permet plus de poursuivre une carrière de chanteur. Pendant cinq ans, il est acteur et assistant metteur en scène, par exemple au Théâtre Thalia de Hambourg et à Wolfenbüttel. En 1947, il obtient un rôle dans le film Arche Nora.
Les perspectives d'avenir en tant qu'acteur de théâtre étant médiocres, Billian postule auprès de diverses sociétés de production cinématographique pour le bureau de presse et des emplois similaires vers 1950. Sa candidature à Constantin Film à Francfort-sur-le-Main est acceptée ; de 1950 à 1961, il y est responsable des productions allemandes en tant que chef de production. En 1961, il en a assez de ce travail derrière un bureau et décide de devenir auteur et réalisateur indépendant.
Hans Billian écrit les scénarios de Heimatfilm et de films musicaux de schlager. En 1967-1968, il travaille à nouveau pour Constantin Film, cette fois en tant que dramaturge en chef, mais est licencié parce qu'il a proposé l'un des scénarios qu'il a rejetés par Constantin à Gloria, le plus grand concurrent de la société.
À la fin des années 1960, la petite amie de Billian attire son attention sur la société suédoise Venus Film, qui souhaite produire des courts métrages pornographiques (déjà légaux en Suède à l'époque). Billian se présente aux Suédois à Stockholm et tourne onze courts métrages d'une durée maximale de 15 minutes pour eux. Il veut créer une deuxième source de revenus, car il estime que le marché du film allemand se détériore progressivement, de plus en plus de sociétés cinématographiques font faillite. La pornographie est alors interdite en Allemagne, mais comme il ne tourne qu'à Stockholm, tout reste légal.
Après la libérisation de la pornographie en Allemagne en 1975, Billian commence à tourner des films porno en Allemagne. Il réalisé plusieurs courts métrages d'environ 20 à 22 minutes. En 1975, il fait le premier long métrage porno, tourné à la fois en version soft et en version hardcore, qui s'appelle Im Gasthaus zum Scharfen Hirschen pour la première version et Bienenstich im Liebesnest pour la deuxième. En 1976 sort Insatiable Joséphine ; son succès enchaînera une série de quatre autres films. La petite amie de Billian, Patricia Rhomberg, assume le rôle principal. Le producteur du film est Gunter Otto, qui avait déjà réalisé des Lederhosenfilm et la série de films Les Dragueuses et avec qui Billian avait déjà travaillé sur l'un de ses films érotiques. Cinq autres films de Billian et Otto suivent. Billian veut également faire une suite au film Joséphine, mais Otto ne eut pas le financer, alors Billian produit la suite  Die Beichte der Josefine Mutzenbacher avec l'argent de la société cinématographique Starlight, basé à Bochum.
Billian se convertit dans les vidéos pornos pour la société Starlight (filiale de Tabu) jusqu'à la seconde moitié des années 1990, mais se plaint que les producteurs doivent se débrouiller avec des budgets toujours plus petits, ce qui fait chuter la qualité des films. Il réalise une vidéo pour VTO, mais se brouille avec le mari et producteur de Teresa Orlowski, Hans Moser (alias Sascha Alexander).

## Filmographie

### En tant que réalisateur (sélection)
- 1963 : Twist et Bikini (de) (Übermut im Salzkammergut)
- 1964 : Les Joyeuses Tyroliennes (de) (Die lustigen Weiber von Tirol)
- 1965 : Je préfère acheter un chapeau tyrolien (de) (Ich kauf mir lieber einen Tirolerhut)
- 1966 : Le Château hanté dans le Salzkammergut (Das Spukschloß im Salzkammergut)
- 1969 : Nu en Haute-Bavière (de) (Pudelnackt in Oberbayern)
- 1969 : Aime-moi vite, le jour se lève (de) (Die Jungfrauen von Bumshausen)
- 1970 : Il vaut mieux coucher avec une sirène que de dormir la fenêtre ouverte (Die fleißigen Bienen vom fröhlichen Bock)
- 1970 : Hörig bis zur letzten Sünde (de)
- 1972 : Les Amours clandestines d'une aristochatte (Das Mädchen mit der heißen Masche)
- 1972 : Couche-toi, je fais le reste (Verführerinnen-Report)
- 1972 : Stundenplan einer Verführung
- 1973 : Neuf à la file (de) (Liebesjagd durch sieben Betten)
- 1974 : Ah ! quel plaisir de pouvoir s'en servir ! (Oktoberfest! Da kann man fest…)
- 1975 : Liebestolle Nichten
- 1975 : Hôtel spécial (it) (Zimmermädchen machen es gern)
- 1975 : Freunde der Nacht
- 1975 : Puss
- 1976 : Insatiable Joséphine (Josefine Mutzenbacher – Wie sie wirklich war)
- 1976 : Les Pucelles (Heiße Löcher, geile Steher)
- 1976 : Die Wirtin von der Lahn
- 1977 : Laissez faire vos fesses (it) (Kasimir der Kuckuckskleber)
- 1978 : Der Spießer
- 1978 : Joséphine bonne à tout faire (Die Beichte der Josefine Mutzenbacher)
- 1978 : Chuchotements au lit
- 1979 : Les Jeux du sexe (Rosemarie's Schleckerland - Frühstück bei Fickany's)
- 1979 : Les Pucelles en chaleur
- 1980 : Passions secrètes (Das Haus der geheimen Lüste)
- 1980 : Passions intimes (de) (Intime Liebschaften)
- 1980 : Les Folles Nuits d'une infirmière ravageuse (Im Liebesnest der Hippiemädchen)
- 1981 : Joséphine (Aus dem Tagebuch der Josefine Mutzenbacher)
- 1987 : Die Liebesschule der Josefine Mutzenbacher
- 1989 : Eine verdammt heisse Braut 1 & 2
- 1992 : Josefine Mutzenbach – Manche mögen's heiß
- 1996 : Familie Immerscharf (1 à 8)

### En tant que scénariste
- 1961 : Am Sonntag will mein Süßer mit mir segeln gehn (de)
- 1961 : So liebt und küßt man in Tirol (de)
- 1962 : Wilde Wasser (de)
- 1963 : Twist et Bikini (de) (Übermut im Salzkammergut)
- 1964 : Vacances à Saint-Tropez (Holiday in St. Tropez)
- 1964 : Die lustigen Weiber von Tirol (de)
- 1964 : Les Chercheurs d'or de l'Arkansas (Die Goldsucher von Arkansas)
- 1965 : Tausend Takte Übermut (de)
- 1965 : Ich kauf mir lieber einen Tirolerhut (de)
- 1966 : Komm mit zur blauen Adria (de)
- 1966 : Das Spukschloß im Salzkammergut
- 1969 : Pudelnackt in Oberbayern (de)
- 1969 : Hugo, der Weiberschreck (de)
- 1969 : Rat mal, wer heut bei uns schläft…?
- 1969 : Die Jungfrauen von Bumshausen (de)
- 1970 : Il vaut mieux coucher avec une sirène que de dormir la fenêtre ouverte (Die fleißigen Bienen vom fröhlichen Bock)
- 1972 : Les Amours clandestines d'une aristochatte (Das Mädchen mit der heißen Masche)
- 1972 : Les 69 Dalmatiennes (de) (Blutjung und liebeshungrig)
- 1972 : Couche-toi, je fais le reste (Verführerinnen-Report)
- 1973 : Les Moëlleuses
- 1973 : Neuf à la file (de) (Liebesjagd durch sieben Betten)
- 1974 : Ah ! quel plaisir de pouvoir s'en servir ! (Oktoberfest! Da kann man fest…)
- 1975 : Hôtel spécial (Zimmermädchen machen es gern)
- 1976 : Insatiable Joséphine (Josefine Mutzenbacher – Wie sie wirklich war)
- 1978 : Die Beichte der Josefine Mutzenbacher
- 1980 : Das Haus der geheimen Lüste
- 1980 : Les Folles Nuits d'une infirmière ravageuse (Im Liebesnest der Hippiemädchen)
- 1981 : Aus dem Tagebuch der Josefine Mutzenbacher
- 1985 : Foxy Lady 3
- 1987 : Die Liebesschule der Josefine Mutzenbacher
- 1992 : Josefine Mutzenbacher - Manche mögen's heiß
- 1994 : Drei Mösen auf Männerjagd
- 1995 : Die hilfreiche Nachtschwester